# Green Tree
Green Tree  è una borough degli Stati Uniti d'America, nella contea di Allegheny nello Stato della Pennsylvania. Secondo il censimento del 2000 la popolazione è di 4.719 abitanti.

## Società

### Evoluzione demografica
La composizione etnica vede una prevalenza della razza bianca (96,21%) seguita da quella asiatica (1,95%). Dati del 2000.
| borough di Green Tree Popolazione |       |
| 2000                              | 4.719 |
| Stima al 01-07-07                 | 4.363 |